# Stipagrostis lanipes
Stipagrostis lanipes är en gräsart som först beskrevs av Carl Christian Mez, och fick sitt nu gällande namn av De Winter. Stipagrostis lanipes ingår i släktet Stipagrostis och familjen gräs. Inga underarter finns listade i Catalogue of Life.